# Pyrus dumosa
Pyrus dumosa là loài thực vật có hoa trong họ Hoa hồng. Loài này được (Greene) Fernald miêu tả khoa học đầu tiên năm 1921.